# Furstenbergs x2x3-Theorem
Furstenbergs x2x3-Theorem ist ein zahlentheoretisches Resultat aus der mathematischen Theorie dynamischer Systeme. Es ist nach Hillel Furstenberg benannt und ist ein klassisches Beispiel dafür, dass ein durch Kombination mehrerer Halbgruppen erhaltenes dynamisches System andere Eigenschaften haben kann als die von den einzelnen Halbgruppen erzeugten Systeme.

## Aussage des Satzes
Für jede irrationale Zahl {\displaystyle x\in \mathbb {R} } liegt die Menge
{\displaystyle \left\{2^{m}3^{n}x\mod 1\colon m,n\in \mathbb {N} \right\}}
dicht in {\displaystyle \mathbb {R} /\mathbb {Z} }.

## Dynamische Interpretation
Man betrachte die multiplikative Wirkung der multiplikativen Halbgruppe {\displaystyle \langle 2,3\rangle :=\left\{2^{m}3^{n}\colon m,n\in \mathbb {N} \right\}} auf dem Kreis {\displaystyle S^{1}=\mathbb {R} /\mathbb {Z} }. Furstenbergs x2x3-Theorem besagt dann, dass die Orbiten irrationaler Zahlen dicht liegen. (Dagegen können Orbiten rationaler Zahlen periodisch sein.)
Eine stärkere Aussage wäre Fürstenbergs x2x3-Vermutung. Diese besagt, dass die einzigen {\displaystyle \langle 2,3\rangle }-invarianten Wahrscheinlichkeitsmaße auf dem Kreis das Lebesgue-Maß und gewisse endliche Linearkombinationen von Dirac-Maßen sind.
Furstenbergs x2x3-Theorem ist auch deshalb bemerkenswert, weil es zahlreiche Cantor-Mengen (und dementsprechend zahlreiche Wahrscheinlichkeitsmaße) gibt, die unter der Wirkung einer der beiden Halbgruppen {\displaystyle \left\{2^{m}\colon m\in \mathbb {N} \right\}} oder {\displaystyle \left\{3^{n}\colon n\in \mathbb {N} \right\}} (aber nicht unter beiden) invariant sind.